# Сухарев, Александр Яковлевич
Алекса́ндр Я́ковлевич Су́харев (11 октября 1923, дер. Малая Трещевка, Воронежская губерния — 7 марта 2021, Москва) — советский и российский государственный деятель и учёный-правовед, специалист в области уголовного права, уголовного процесса и криминологии. Доктор юридических наук, профессор. Заслуженный юрист РСФСР.
Избирался депутатом Верховного Совета РСФСР (1984).
Указом Президента РФ Дмитрия Медведева за высокие заслуги в укреплении законности и правопорядка советнику Генерального прокурора РФ Александру Сухареву 30 апреля 2010 года был присвоен наивысший классный чин в органах прокуратуры — Действительный государственный советник юстиции Российской Федерации.

## Биография
Родился 11 октября 1923 года в семье русских крестьян в деревне Малая Трещевка Воронежской губернии.
По окончании восьми классов землянской средней школы уехал в Воронеж, где в 1939—1941 годах работал слесарем на авиационном заводе № 18, затем с февраля по 5 июня 1941 года на военном заводе № 16, одновременно учился в вечерней школе, десять классов которой окончил накануне войны.
В июле 1941 года направлен в Воронежское военное училище связи, которое окончил в декабре в Самарканде, куда было эвакуировано училище.
В декабре 1942 года вступил в ВКП(б).
После чего по сентябрь 1944 года в составе 237-го стрелкового полка 69-й дивизии: командир взвода связи, командир роты связи, начальник связи полка, и. о. начальника штаба полка последние три месяца перед ранением.
Закончил войну в звании капитана, награждён четырьмя боевыми орденами.
В сентябре 1944 года после тяжёлого ранения, полученного при форсировании реки Нарев в Польше, с сентября 1944-го по сентябрь 1945 года находился на излечении в военных госпиталях, после чего возвратился в Воронеж.
С сентября 1945 года служил в Воронеже начальником отдела военного окружного управления связи. После демобилизации в июле 1946 года занимался воспитательной работой среди молодёжи.

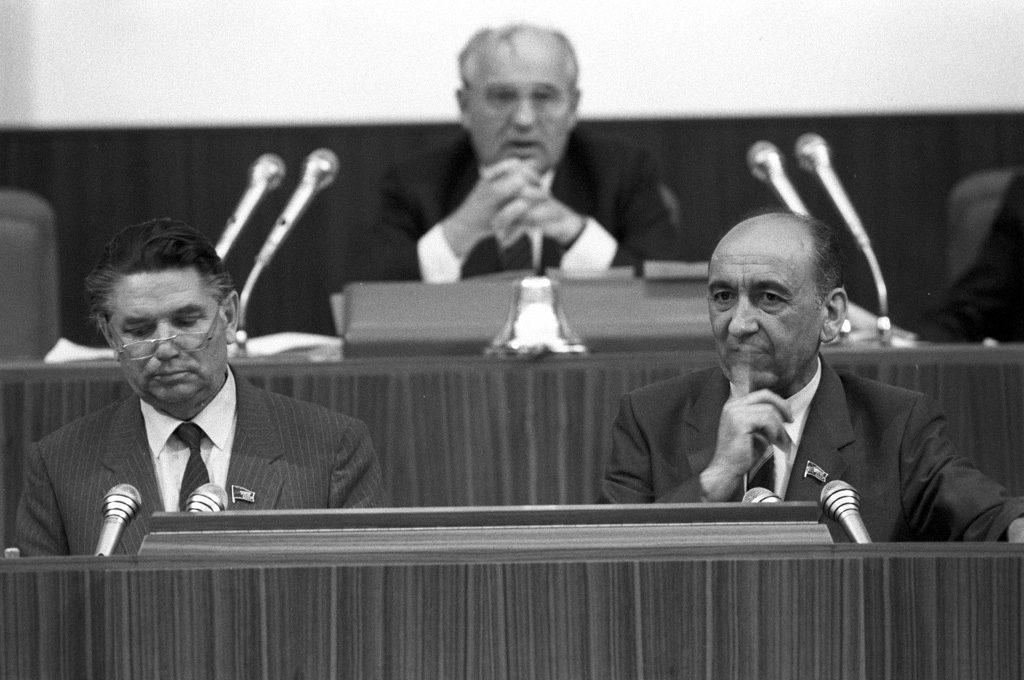
Генеральный прокурор СССР, народный депутат А. Я. Сухарев и следователь, народный депутат СССР Т. Х. Гдлян. Кремлёвский Дворец съездов, I Съезд народных депутатов СССР, 1989 год.

С февраля 1947-го по декабрь 1959 года — на комсомольской работе (последняя должность в этом качестве — заведующий отделом ЦК ВЛКСМ по связям с молодёжными организациями социалистических стран): секретарь Железнодорожного райкома ВЛКСМ, заведующий отделом Воронежского обкома ВЛКСМ (1946—1950), инструктор, заведующий международным отделом ЦК ВЛКСМ (1950—1959).
В сентябре 1950 года переведён в Москву в ЦК ВЛКСМ. Окончил Всесоюзный юридический заочный институт.
С апреля 1958 года заведующий международным отделом ЦК ВЛКСМ.
Принимал активное участие в подготовке всех крупнейших мероприятий, проводившихся под эгидой ЦК ВЛКСМ, в том числе VI (Москва, 1957 год) и VII (Вена, 1959 год) Всемирных фестивалей молодёжи и студентов.
С декабря 1959-го по сентябрь 1970 года — на партийной работе в аппарате ЦК КПСС, дослужился до заведующего сектором органов прокуратуры, суда и юстиции Отдела административных органов ЦК КПСС: заведующий сектором, заместитель заведующего отделом ЦК КПСС (1960—1970).
В сентябре 1970 года переходит на работу в органы юстиции. Постановлением Совета Министров СССР от 22 сентября 1970 года А. Я. Сухарев назначается первым замминистра и членом коллегии воссозданного Министерства юстиции СССР.
Возглавлял Межведомственный координационный совет по правовой пропаганде при Минюсте СССР.
Стоял у истоков создания журнала «Человек и закон» и одноимённой популярной телепередачи.
С марта 1984-го по февраль 1988 года — министр юстиции РСФСР.

### Прокурорская деятельность
Президиум Верховного Совета СССР своими указами от 26 февраля 1988 года назначает его первым заместителем Генерального прокурора СССР, утверждает членом коллегии Прокуратуры СССР и присваивает чин государственного советника юстиции 1-го класса. По собственным заявлениям, абсолютно не хотел в то время идти работать в Генеральную прокуратуру СССР.
С 26 февраля по 26 мая 1988 года — 1-й заместитель Генерального прокурора СССР.
С 26 мая 1988-го по 15 октября 1990 года — Генеральный прокурор СССР.
Постановлением Верховного Совета СССР от 15 октября 1990 года был освобожден от обязанностей Генерального прокурора в связи с уходом на пенсию.
В 1991—1995 годах — заместитель директора, в 1995—2000 и в 2002—2006 годах — директор Института проблем укрепления законности и правопорядка (ИПУЗП) при Генеральной прокуратуре Российской Федерации.
В 2000—2002 годах — первый заместитель директора ИПУЗП.
С 2006 года — главный научный сотрудник ИПУЗП (с марта 2007 года — НИИ Академии Генеральной прокуратуры Российской Федерации).
Советник Генерального прокурора Российской Федерации. Член коллегии Генеральной Прокуратуры Российской Федерации.
В июне 2011 года выпустил книгу мемуаров «По зову правды».

### Смерть

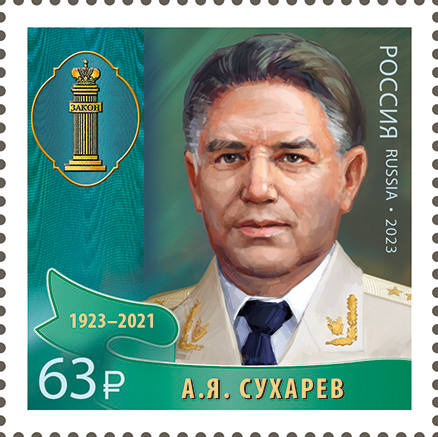
Сухарев на марке России

Умер Александр Яковлевич Сухарев 7 марта 2021 года в Москве на 98-м году жизни. Похоронен на Козинском кладбище в деревне Козино.

## Образование, научная деятельность
Без отрыва от работы получил высшее юридическое образование, окончил аспирантуру и защитил кандидатскую диссертацию в Академии общественных наук.
Кандидат юридических наук (1978).
Научные интересы: вопросы уголовного права, уголовного процесса, криминологии, законности и прокурорского надзора.
Автор более 120 научных работ, в том числе книги «Наш народный суд», научных публикаций по проблемам борьбы с преступностью и формированию правосознания населения.
Главный редактор Российской юридической энциклопедии (М., 1999).
Участвовал в работе над проектами закона о прокуратуре Российской Федерации, УПК Российской Федерации и других основополагающих актов в области борьбы с преступностью и защиты прав граждан.
Член Научно-консультативных советов при Генеральной прокуратуре РФ (с 1996) и при Следственном комитете при прокуратуре России (с 2008).
Член Экспертного совета ВАК России по праву (2006—2013).
Преподаватель, заведующий кафедрой Российского нового университета (РосНОУ).

## Общественная деятельность
Под его руководством в 1973 году было создано общество Советско-Йеменской дружбы, председателем которого он являлся.
Член ряда правительственных и президентских комиссий по проблемам укрепления правопорядка и законности.
Председатель Правления Регионального общественного фонда «Маршалы Победы» (2009).
Президент Межрегионального общественного фонда «Выдающиеся полководцы и флотоводцы Отечества».
Вице-президент Международной Ассоциации уголовного права. Являлся членом президиума Всесоюзного общества «Знание».
Основатель и сопрезидент Всемирной ассоциации «Юристы против ядерного оружия „ИАЛАНА“».
Избирался народным депутатом СССР, членом правления, с 1986 года президентом Ассоциации советских юристов, способствовал вхождению её в Международную ассоциацию юристов-демократов и был избран там первым вице-президентом.
Входил в состав Общественного совета при Следственном комитете Российской Федерации.

## Семья
Жена:
Мария Матвеевна (р. 1924).
Дети:
- сын Сергей (р. 1956) — сотрудник МИД России;
- дочь — юрист.

Два внука.

## Награды
- Орден Александра Невского (11 октября 2018) — за заслуги в укреплении законности, защите прав и интересов граждан, многолетнюю добросовестную службу[8]
- Знак отличия «За заслуги перед Воронежской областью» (9 октября 2018) — за большой личный вклад в дело укрепления законности и правопорядка, защиту прав и свобод граждан, активную жизненную позицию и в связи с 95-летием со дня рождения
- Орден «За заслуги перед Отечеством» III степени (8 марта 2016) — за заслуги в укреплении законности, защите прав и интересов граждан, многолетнюю добросовестную работу[9]
- Медаль «За труды во благо земли Воронежской» (12 октября 2015) — за многолетний плодотворный труд и большой личный вклад в развитие Воронежской области
- Медаль «За укрепление парламентского сотрудничества» (16 апреля 2015, Межпарламентская ассамблея СНГ) — за особый вклад в развитие парламентаризма, укрепление демократии, обеспечение прав и свобод граждан в государствах — участниках Содружества Независимых Государств[10]
- Заслуженный работник прокуратуры Российской Федерации (2 сентября 2013) — за активную законотворческую деятельность, заслуги в укреплении законности и многолетнюю добросовестную работу[11]
- Благодарность Президента Российской Федерации (7 октября 2008) — за заслуги в укреплении законности и правопорядка, большой вклад в развитие юридической науки и многолетнюю плодотворную деятельность[12]
- Орден «За заслуги перед Отечеством» IV степени (5 июня 2003) — за большой вклад в укрепление законности и многолетнюю добросовестную работу[13]
- Почётный работник прокуратуры Российской Федерации (1995)
- Заслуженный юрист РСФСР (1987)
- Орден Отечественной войны I степени (1985)
- Орден Дружбы народов (1983)
- Орден Октябрьской революции (1977)
- Почетная грамота Президиума Верховного Совета РСФСР (1973)
- Орден Отечественной войны I степени (1967)
- Орден «Знак Почёта» (1956) — за участие в освоении целины
- Орден Красного Знамени (1944) — за бои по освобождению Украины
- Орден Красной Звезды (1943) — за участие в окружении мощной группировки противника под Бобруйском
- Орден Отечественной войны I степени (1943)
- Орден Отечественной войны II степени (1942)
- Иностранные государственные награды
- Медали

## Статьи
- Федоров М. Александр Сухарев : жизнеописание, беседа, воспоминания, фотоальбом. — Воронеж : Воронежская областная типография — Издательство им. Е. А. Болховитинова, 2015. — 368 с. — (Замечательные люди Воронежского края). — Содерж.: Жизнеописание: Рассказ Генерального прокурора. Беседа: Встреча в октябре. Воспоминания: Коллеги о Сухареве ; Воспоминания родственников. Фотоальбом: В трудах и заботах ; Дороги и встречи ; Штаб единомышленников ; В гостях у конструктора ракетных двигателей ; Семья Сухаревых ; По родным местам ; Сухареву 85 лет ; Родной дом ; Сухарев действительный государственный советник юстиции ; Александр Яковлевич вспоминает ; Сухареву за 90! ISBN 978-5-4420-0349-9